# متلازمة لم يصنع هنا
متلازمة لم يُصنع هنا (بالإنجليزية: Not invented here، واختصاراً: NIH) هي موقف تتبناه الثقافات الاجتماعيَّة أو المؤسساتيَّة حين تتجنب فيه استخدام أو شراء المنتجات أو الدراسات أو المعايير أو المعارف الإنسانيَّة الموجودة مسبقًا بسبب أصولها الخارجيَّة وتكاليفها. خلصت الأبحاث إلى وجود تحيز قوي ضد الأفكار أو المقترحات الآتية من الخارج.
تتنوع أسباب عدم استخدام عمل الآخرين، ولكن يمكنها أن تتضمن بعض الرغبة في دعم الاقتصاد المحلي بدلاً من دفع العوائد لصاحب الرخصة الأجنبية والتجار الأجانب، والخوف من انتهاك براءات الاختراع، وقلة فهم العمل الأجنبي، والإحجام عن الاعتراف أو تقدير عمل الآخرين، أو الغيرة، أو تشكيل جزء من حرب ميدانية أوسع. يمكن أن تتجلى هذه الفلسفة باعتبارها ظاهرة اجتماعية في عدم رغبتها في تبني فكرة أو منتج بسبب قدومه من ثقافة أخرى، ويُعتبر هذا التصرف شكل من أشكال التعصب.